# Eurysthea lacordairei
Eurysthea lacordairei là một loài bọ cánh cứng trong họ Cerambycidae.